# Leah Graham
Pour les articles homonymes, voir Leah et Graham.
Leah Graham est une actrice américaine de télévision et de cinéma.

## Filmographie
- 2002 : Jeremiah (série télévisée)
- 2004 : Sœurs de glace (Decoys): Melody
- 2004 : Tru Calling (série télévisée) : Tabitha
- 2005 : Masters of Horror (série télévisée) : Elaine
- 2006 : Veiled Truth (téléfilm) : Maddie
- 2006 : Love and Other Dilemmas : Rachel Shapiro
- 2006 : Pour vivre un grand amour (Home by Christmas) (téléfilm) : l'infirmière
- 2006-2007 : Supernatural (série télévisée) : Pauly, l'assistante de direction
- 2007 : Painkiller Jane (série télévisée) : Elyse
- 2007 : Whistler (série télévisée) : Board Bunny